# 小行星5303
小行星5303（英語：5303 Parijskij）是一颗围绕太阳公转的小行星。1978年10月3日，尼古拉·切爾尼赫在克里米亚发现了此天体。
这颗小行星的绝对星等为139.99075等。